# Patrick Handl
Patrick Handl (* 2. März 1987 in Havířov, Tschechoslowakei) ist ein ehemaliger deutscher Eishockeyspieler (Stürmer). Zuletzt spielte er in der Saison 2006/07 in der Oberliga für die Ratinger Ice Aliens und per Förderlizenz in der DEL für die Kölner Haie. Nach zwei DEL-Einsätzen in jener Saison beendete er seine Karriere.

## Karriere
Patrick Handl begann mit dem Eishockey in der Jugendabteilung der Kölner Haie, wo er in allen Mannschaften zum Einsatz kam. Ab der Saison 2002/03 spielte der Rechtsschütze drei Jahre lang für die DNL-Mannschaft des KEC. 2004 erreichte er mit den Junghaien das Halbfinale der Play-offs. Zur Spielzeit 2005/06 wechselte er zum Oberligisten Ratinger Ice Aliens, für die er auch in der Saison 2006/07 aktiv war. Zudem war Handl mit einer Förderlizenz der Kölner Haie ausgestattet und somit auch für deren DEL-Team spielberechtigt. Er absolvierte zwei Einsätze in der DEL, ehe er 2007 seine Karriere beendete.

## Karrierestatistik
(Legende zur Spielerstatistik: Sp oder GP = absolvierte Spiele; T oder G = erzielte Tore; V oder A = erzielte Assists; Pkt oder Pts = erzielte Scorerpunkte; SM oder PIM = erhaltene Strafminuten; +/− = Plus/Minus-Bilanz; PP = erzielte Überzahltore; SH = erzielte Unterzahltore; GW = erzielte Siegtore; 1 Play-downs/Relegation; Kursiv: Statistik nicht vollständig)